# Агого
Агого (порт. agogô) — бразильський народний ударний музичний інструмент.

## Назва
Слово «agogô» мовою йоруба означає дзвін. Мовою народу наго (Nagô), що відноситься до племені йоруба, слово «akokô» означає звук, що видає будь-який металевий музичний інструмент.

## Опис
Це два дзвоники без язичків, що з'єднані між собою металевою зігнутою ручкою. Звук виникає при ударах паличкою по дзвониках. Дзвоники різного розміру, тому вони видають звуки різного тону.
Існують різні варіації агого. Наприклад, з трьома дзвіночками або агого, виготовлені повністю з дерева (також з двома або трьома дзвіночками).

## Походження
Він використовувався у церемоніальній релігійній музиці народом йоруба у Західній Африці. У Бразилію завезений рабами, які почали використовувати агого у культі кандомбле.

## Використання
Виконує провідну роль у створенні ритмічної поліфонії у кандомбле, капоейрі, макуліле і самбі.
Іноді використовується в сучасній рок-музиці: Ніл Пірт використовував цей інструмент в своїх барабанних соло, також агого веде ритмічний малюнок у пісні «Addicted To Drugs» гурту Kaiser Chiefs. Девід Бірн, засновник гурту Talking Heads, використовував агого при записах альбомів і на концертах. Соло на агого можна також почути у пісні «Daft Punk Is Playing At My House» LCD Soundsystem.